# Koszary szyjowe

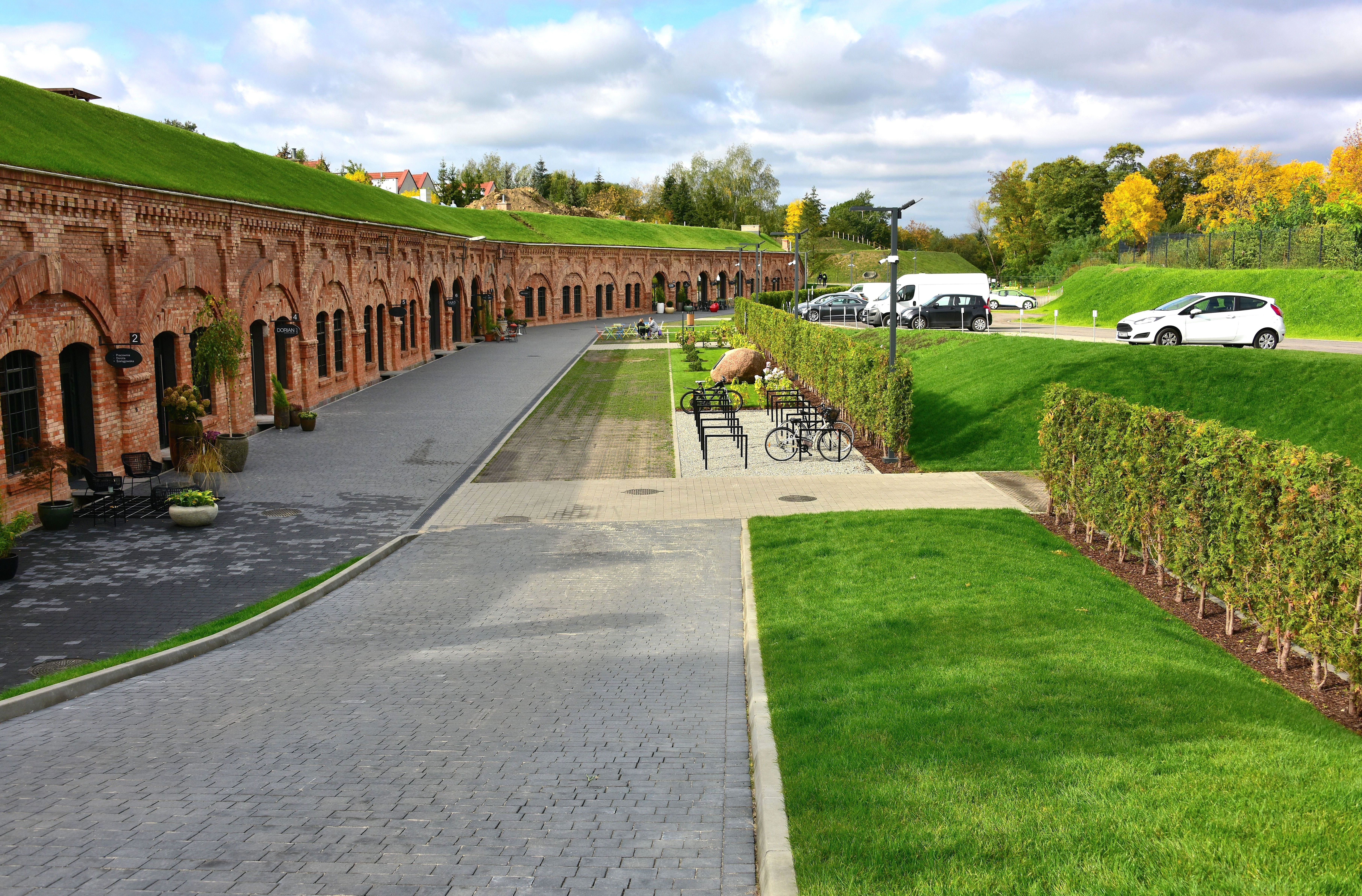
Koszary szyjowe (po lewej) w forcie Służew w Warszawie

Koszary szyjowe – koszary znajdujące się w szyi fortu, z reguły przystosowane do obrony, często opatrzone kaponierą wewnętrzną (szyjową).
Od strony nieprzyjaciela obsypane ziemią, powinny zabezpieczać załogę przed bezpośrednim trafieniem pociskiem artyleryjskim.